# Gmina Jeleśnia
Die Gmina Jeleśnia ist eine Landgemeinde im Powiat Żywiecki  der Woiwodschaft Schlesien. Ihr Sitz ist das gleichnamige Dorf mit etwa 4100 Einwohnern.

## Geographie

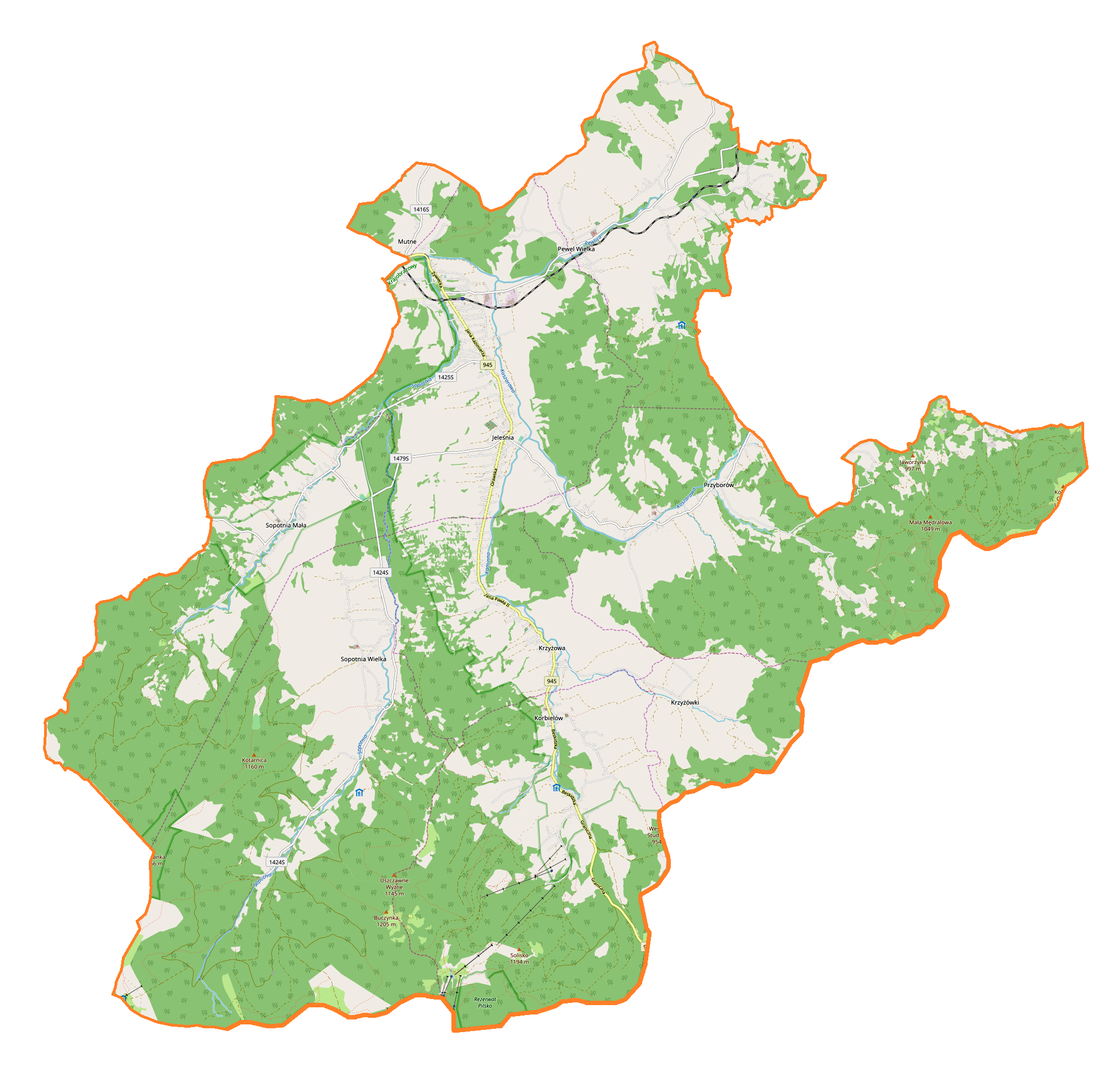
Karte der Gemeinde

Die Landgemeinde grenzt im Südosten und Süden an die Slowakei. Nachbargemeinden sind Ślemień im Norden, Stryszawa sowie Koszarawa im Nordosten, Zawoja im Osten, Ujsoły sowie Węgierska Górka im Südwesten, Radziechowy-Wieprz im  Westen und Świnna im Nordwesten. Die Kreisstadt Żywiec (deutsch Saybusch) liegt etwa zehn, Katowice etwa 70 Kilometer nordwestlich.
Die Landgemeinde Jeleśnia hat eine Fläche von 170,5 km², von denen 35 Prozent land- und 53 Prozent forstwirtschaftlich genutzt werden. Zu den Fließgewässern gehören Sopotnia und Koszarawa.

## Geschichte
Die Landgemeinde wurde 1934 gebildet und von 1954 bis 1972 in Gromadas aufgelöst. Die 1973 wieder gebildete Landgemeinde kam 1975 von der Woiwodschaft Krakau zur Woiwodschaft Bielsko-Biała, der Powiat wurde aufgelöst. Im Januar 1999 kam die Gemeinde wieder zum Powiat Żywiecki und zur Woiwodschaft Schlesien.
Eine Gemeindepartnerschaft wurde 1996 mit Nohfelden im Saarland aufgenommen.

## Gliederung
Die Landgemeinde (gmina wiejska) Jeleśnia besteht aus neun Dörfern mit einem Schulzenamt (sołectwo):
- Jeleśnia
- Korbielów
- Krzyżowa
- Krzyżówki
- Mutne
- Pewel Wielka
- Przyborów
- Sopotnia Mała
- Sopotnia Wielka

## Verkehr
Die Woiwodschaftsstraße DW 945 verläuft durch den Hauptort und führt zur Landesgrenze. Der Flughafen Krakau ist etwa 60 Kilometer entfernt.